# آرمسهایم
آرمسهایم (به آلمانی: Armsheim) یک شهر در آلمان است که در الزی-وارمز واقع شده‌است. آرمسهایم ۲٬۶۵۹ نفر جمعیت دارد.

## خواهرخوانده
شهر Fléville-devant-Nancy خواهرخواندهٔ آرمسهایم هست.